# گل‌گل
گل‌گل، روستایی از توابع بخش مرکزی شهرستان ملایر در استان همدان ایران است.

## جمعیت
این روستا در دهستان جوزان قرار دارد و براساس سرشماری مرکز آمار ایران در سال ۱۳۹۵، جمعیت آن۱۰۷ نفر (۱۸خانوار) بوده‌است.